# Der Umbruch
Der Umbruch (literalmente, La Agitación, a veces referido por su apodo Der Bruch) fue un periódico publicado en Vaduz, Liechtenstein. Fue el órgano de expresión del Movimiento Nacional Alemán en Liechtenstein (VDBL), un partido político nacionalsocialista.
Der Umbruch se publicó del 5 de octubre de 1940 al 6 de julio de 1943. Inicialmente se publicó semanalmente, pero se cambió a publicación dos veces por semana en marzo de 1941. Martin Hilti fue editor hasta 1942. Otros contribuyentes incluyeron al Dr. Alfons Goop, el Dr. Sepp Ritter y el Dr. Hermann Walser. El periódico fue impreso por U. Goppel.
Der Umbruch escribió con entusiasmo sobre los avances del Ejército alemán en toda Europa. Los lectores se encontraron principalmente entre los seguidores del movimiento. A partir de 1942, el periódico tenía una circulación de alrededor de 300. El periódico fue prohibido por el gobierno en julio de 1943.